# Gastón Benedetti
Gastón Benedetti Taffarel (Larroque, 21 marzo 2001) è un calciatore argentino, difensore dell'Estudiantes (LP).

## Caratteristiche tecniche
Gioca come terzino sinistro.

## Carriera
Benedetti è cresciuto nelle giovanili dell'Estudiantes (LP) ed ha firmato il suo primo contratto professionistico con il club nel dicembre del 2021. Il 2 febbraio 2022 è stato prestato al Guillermo Brown, con cui ha debuttato poche settimane dopo in Primera B Nacional contro il Gimnasia (J).
Nel 2023 ha fatto ritorno all'Estudiantes ed ha debuttato in Primera División il 1º aprile contro il Newell's Old Boys.

## Statistiche

### Presenze e reti nei club
Statistiche aggiornate al 5 aprile 2025.
| Stagione                | Squadra                 | Campionato              | Campionato | Campionato | Coppe nazionali | Coppe nazionali | Coppe nazionali | Coppe continentali | Coppe continentali | Coppe continentali | Altre coppe | Altre coppe | Altre coppe | Totale | Totale | Totale |
| Stagione                | Squadra                 | Comp                    | Pres       | Reti       | Comp            | Pres            | Reti            | Comp               | Pres               | Reti               | Comp        | Pres        | Reti        | Pres   | Reti   |        |
| ----------------------- | ----------------------- | ----------------------- | ---------- | ---------- | --------------- | --------------- | --------------- | ------------------ | ------------------ | ------------------ | ----------- | ----------- | ----------- | ------ | ------ | ------ |
| 2022                    | Guillermo Brown         | PBN                     | 17         | 0          | CA              | 0               | 0               | -                  | -                  | -                  | -           | -           | -           | 17     | 0      |        |
| 2023                    | Estudiantes (LP)        | PD                      | 16         | 2          | CA+CdL          | 3+12            | 0               | CS                 | 11                 | 1                  | -           | -           | -           | 42     | 3      |        |
| 2024                    | Estudiantes (LP)        | PD                      | 20         | 1          | CA+CdL          | 2+14            | 0               | CL                 | 5                  | 0                  | SA+TC       | 0+1         | 0           | 42     | 1      |        |
| 2025                    | Estudiantes (LP)        | PD                      | 7          | 0          | CA              | 1               | 0               | CL                 | 0                  | 0                  | -           | -           | -           | 8      | 0      |        |
| Totale Estudiantes (LP) | Totale Estudiantes (LP) | Totale Estudiantes (LP) | 43         | 3          |                 | 32              | 0               |                    | 16                 | 1                  |             | 1           | 0           | 92     | 4      |        |
| Totale carriera         | Totale carriera         | Totale carriera         | 60         | 3          |                 | 32              | 0               |                    | 16                 | 1                  |             | 1           | 0           | 109    | 4      |        |

## Palmarès

### Club

#### Competizioni nazionali
- Copa Argentina: 1

Estudiantes: 2023
- Copa de la Liga Profesional: 1

Estudiantes: 2024
- Trofeo de Campeones de la Liga Profesional: 1

Estudiantes: 2024